# غارة سنجان
غارة شينجيانغ يناير 2007 بدأت هذه الحملة في 5 يناير 2007 بين الشرطة الصينية والحركة التركمانية الشرقية الإسلامية في معسكرها للتدريب في مقاطعة اقتوو بين حدود باكستان وأفغانستان.
وقال متحدث باسم الد
فاع المدني في شينجيانغ أن 18 مشتبه بهم قد قتلوا، بينما أسر 17 شخصا. ونتائج الغارة أن قتل شرطي صيني واحد والجرح أخر. وتمت مصادرة قنابل، رشاشات وغيرها من الأذرع النارية في المنطقة.
وكرد على ذلك، قام العديد من زعماء الأويغور باستجواب من هم وراء هذه الغارة، ربيعة قدير، ناشطة أويغورية لحقوق الإنسان، طابت تحقيق مستقل من جانب الأمم المتحدة عن الغارة، بينما عليم سيتوف، أدعى بأن الصين لا تملك دليلا كافياً يقودها إلى أن المخيم كان يستعمل للإرهاب. بينما، تشاو يونغتشين، ردد بأن المخيم هو مصدر للإرهاب لا أكثر.